# Moldavia en el Festival de la Canción de Eurovisión 2016

Moldavia estuvo representada en el Festival de la Canción de Eurovisión 2016 con la canción "Falling Stars", escrita por Gabriel Alares, Sebastian Lestapier, Ellen Berg y Leonid Gutkin. La canción fue interpretada por Lidia Isac. La emisora moldava Teleradio Moldova (TRM) organizó la final nacional O melodie pentru Europa 2016 para seleccionar la candidatura moldava para el concurso de 2016 en Estocolmo, Suecia. 47 participantes compitieron para representar a Moldavia en Estocolmo, y 24 personas fueron seleccionadas para participar en la final nacional televisada después de audicionar frente a un jurado. Luego de dos semifinales y una final que tuvieron lugar en febrero de 2016, “Falling Stars” interpretada por Lidia Isac emergió como ganadora tras obtener la mayor cantidad de puntos luego de la combinación de votos de un jurado y un televoto público.
Moldavia fue sorteada para competir en la primera semifinal del Festival de la Canción de Eurovisión, que tuvo lugar el 10 de mayo de 2016. Actuando durante el show en la posición 3, "Falling Stars" no fue anunciado entre los 10 mejores participantes de la primera semifinal y por lo tanto no calificó para competir en la final. Más tarde se reveló que Moldavia ocupó el decimoséptimo lugar entre los 18 países participantes en la semifinal con 33 puntos.

## Experiencia
Antes del concurso de 2016, Moldavia había participado en el Festival de la Canción de Eurovisión once veces desde su primera participación en 2005. El mejor puesto del país en el concurso fue el sexto puesto, logrado en 2005 con la canción "Boonika bate doba", interpretada por Zdob și Zdub. Aparte de su debut, hasta la fecha, el único otro puesto entre los diez primeros de Moldavia en el concurso se logró en 2007, cuando "Fight", interpretada por Natalia Barbu, quedó en décimo lugar. En el concurso de 2015, "I Want Your Love", interpretada por Eduard Romanyuta, no clasificó a Moldavia para competir en la final.

## Antes de Eurovisión

### O melodie pentru Europa 2016
El melodie pentru Europa 2016 fue el formato de la final nacional desarrollado por TRM para seleccionar la candidatura de Moldavia al Festival de la Canción de Eurovisión 2016. El evento incluyó dos semifinales y una final, que se celebraron los días 23, 25 y 27 de febrero de 2016, respectivamente. Todos los programas de la competición se transmitieron por Moldova 1, Radio Moldova Actualități, Radio Moldova Tineret y Radio Moldova Muzical, así como en línea a través de la página web oficial de la emisora, trm.md. La final se transmitió en línea en la página web oficial del Festival de la Canción de Eurovisión, eurovision.tv.

#### Formato
La selección de candidatos para la final nacional y, en última instancia, la candidatura moldava para Eurovisión se planeó inicialmente que se llevara a cabo en tres rondas. La primera ronda estaba programada para el 10 de diciembre de 2015, y un jurado debía preseleccionar cincuenta candidaturas recibidas. Dado que solo se recibieron 47 candidaturas válidas antes de la fecha límite, esta ronda de selección se canceló. La segunda ronda consistió en una audición en vivo de las 47 candidaturas ante un jurado, que tuvo lugar el 19 de diciembre de 2015. Las candidaturas se evaluaron según criterios como la calidad vocal, la presencia escénica y la solidez de la composición.El panel seleccionó a 24 semifinalistas para pasar a la tercera ronda, la final nacional televisada .Doce semifinalistas compitieron en cada semifinal los días 23 y 25 de febrero de 2016. Ocho canciones clasificaron para la final en cada semifinal; siete de las clasificadas se clasificaron gracias a la combinación de votos de un jurado experto y televoto público, mientras que la octava clasificada en cada semifinal fue la que obtuvo la mayor puntuación de televoto entre las restantes, tras una segunda ronda de televoto público celebrada durante el after-show. Las dieciséis canciones clasificadas compitieron en la final el 27 de febrero de 2016, donde el ganador fue seleccionado mediante una combinación 50/50 de votos de un jurado experto y televoto público. En caso de empate, la canción que recibió la mayor puntuación del jurado experto fue declarada ganadora .

#### Entradas en competencia
Los artistas y compositores tuvieron la oportunidad de presentar sus trabajos entre el 13 de octubre de 2015 y el 7 de diciembre de 2015.Las reglas de la edición de 2015 que permitían la participación de artistas internacionales se modificaron, permitiendo que un artista internacional compita solo si formaba parte de un dúo o grupo donde el 50% de los vocalistas principales fueran de nacionalidad moldava . Los compositores podían tener cualquier nacionalidad.Los artistas pueden enviar más de una canción, sin embargo, si son elegidos como semifinalistas con más de una canción, el artista tendrá que elegir una entrada para continuar en la competencia.Al concluir el plazo de presentación, la emisora recibió 47 inscripciones válidas .
La ronda de audición en vivo tuvo lugar el 19 de diciembre de 2015 en TRM Studio 2 en Chisináu, donde se seleccionaron 24 semifinalistas para avanzar.El jurado que evaluó las canciones durante las audiciones en vivo y seleccionó a los 24 semifinalistas estuvo compuesto por Petre Toma (músico), Valeria Barbas (cantante y compositora), Andriano Marian (director de la Orquesta Juvenil), Ruslan Țăranu (cantante y compositor) y Luminița Dumbrăveanu (letrista). Durante las audiciones, el jurado permitió al grupo Elle cantar una segunda canción "Extaz", que no había sido enviada a la emisora durante el período de presentación, debido a que uno de los miembros originales de su grupo se había retirado de la participación.Alexandru Ceapă no asistió a las audiciones y, por lo tanto, su canción "Viorele" fue descalificada.[9] Los 24 semifinalistas fueron asignados a una de las dos semifinales, cada una con 12 entradas, en un sorteo que se celebró el 11 de febrero de 2016 en la sede de TRM en  Chișinău.
El 1 de febrero de 2016, la canción "Imagine", interpretada por Katherine y Litesound, participantes de Eurovisión 2012 de Bielorrusia, fue retirada del concurso y reemplazada por la canción "Va fi târziu", interpretada por Valentina Nejel.El 15 de febrero, "Tare" de Elle fue retirada y reemplazada por Vitalie Todirașcu y su canción "Belladonna"; la participante moldava de Eurovisión 2007, Natalia Barbu, formó parte del grupo Elle.
| Artista                               | Canción                  | Compositor (a)                                                 |
| ------------------------------------- | ------------------------ | -------------------------------------------------------------- |
| Andrei Ioniță and Onoffrei            | "Lie"                    | Andrei Ioniță, Ion Onofrei                                     |
| Anna Gulko                            | "Never Let Go"           | Will Taylor, Georgios Kalpakidis, Nikos Sofis                  |
| Beatrice                              | "Saved My Heart for You" | Nicklas Säwström, Christian Löwenborg Wahlström                |
| Big Flash Sound                       | "Când vrei"              | Big Flash Sound, Virgil Carianopol                             |
| Che-MD                                | "Vodă e cu noi"          | Mihail Smolenco                                                |
| Chris Maroo                           | "Tonight"                | Smally, Gloria Gorceag                                         |
| Chriss Jeff                           | "Good Life"              | Andrei Mihai, Elena Moroșanu, Dorian Micu                      |
| Cristina Pintilie                     | "Picture of Love"        | Alex Calancea, Ana Colesnicov                                  |
| Diana Brescan                         | "Till the End"           | Niklas Pettersson, André Zuniga                                |
| Doinița Gherman                       | "Irresistible"           | Ylva Persson, Linda Persson                                    |
| DoReDoS                               | "FunnyFolk"              | Ion Moraru, Lidia Scarlat                                      |
| Elle                                  | "Tare"                   | Youbesc Sound, Tania Cerga, Alla Donțu                         |
| Emilia Russu                          | "I Am Not the Same"      | Smally, Gloria Gorceag                                         |
| Felicia Dunaf                         | "You and Me"             | Smally, Gloria Gorceag                                         |
| Katherine and Litesound               | "Imagine"                | Dmitry Karyakin, Vladimir Karyakin                             |
| Lidia Isac                            | "Falling Stars"          | Gabriel Alares, Sebastian Lestapier, Ellen Berg, Leonid Gutkin |
| Max Fall feat. Dan Vozniuc and Malloy | "Game Lover"             | Dan Vozniuc, Maxim Bodiu                                       |
| Maxim Zavidia                         | "La La Love"             | Serghei Ialovițki, Daniel Murzac                               |
| Nadia Moșneagu                        | "Memories"               | Valeriu Pașa, Elena Negruța                                    |
| Priza                                 | "Rewind"                 | Georgios Kalpakidis, Mickey Huskic                             |
| Rodica and Ivan Aculov                | "Stop Lying"             | Ivan Aculov, Lidia Scarlat                                     |
| Valentin Uzun                         | "Mine"                   | Veaceslav Daniliuc, Daniela Mirzac                             |
| Valentina Nejel                       | "Va fi târziu"           | Marian Stîrcea, Radmila Popovici-Paraschiv                     |
| Valeria Pașa                          | "Save Love"              | Valeriu Pașa                                                   |
| Viola                                 | "In the Name of Love"    | Violeta Julea, Victoria Demici                                 |
| Vitalie Todirașcu                     | "Belladonna"             | Vitalie Todirașcu                                              |